# Rob Dewey
Pour les articles homonymes, voir Dewey.
Pas d'image ? Cliquez ici

a Compétitions nationales et continentales officielles uniquement.

b Matchs officiels uniquement.
Dernière mise à jour le 29 août 2018.
Robert Edward Dewey, plus simplement Rob Dewey, né le 19 octobre 1983 à Marlborough (Angleterre), est un joueur de rugby à XV écossais. Il évolue au poste de centre ou d'ailier et mesure 1,92 m pour 112 kg. Il a joué à 13 reprises avec l'équipe d'Écosse de rugby à XV entre 2006 et 2007.

## Carrière
Il joue avec les Edinburgh Gunners en coupe d'Europe et dans la Ligue Celtique.

## Sélection nationale
- 13 sélections avec l'Équipe d'Écosse de rugby à XV
- 20 points
- 4 essai
- 1er match le 11 novembre 2006 contre l'Équipe de Roumanie de rugby à XV .
- Sélections par année : 1 en 2006 et 12 en 2007.
- Tournoi des Six Nations disputé: 1 en 2007